# Coenochilus obesus
Coenochilus obesus är en skalbaggsart som beskrevs av Erich Wasmann 1918. Coenochilus obesus ingår i släktet Coenochilus och familjen Cetoniidae. Inga underarter finns listade i Catalogue of Life.